# ステーニオ・ヤマモト
ステーニオ・アキラ・ヤマモト （Stênio Akira Yamamoto、1961年6月24日 - ）は、ブラジルのサンパウロ出身の日系射撃選手。2007年にブラジルのリオデジャネイロで開催されたパンアメリカン競技大会に参加し、射撃競技に出場した。
2008年の北京オリンピックでも代表に選ばれ、男子10mエアピストルで43位、男子50mエアピストルでは44位に終わった。